# Alfredo Fornari
Alfredo Fornari (fl. XX secolo) è stato un allenatore di calcio e calciatore italiano, di ruolo centrocampista.

## Carriera
Giocò  nel campionato di Prima Categoria 1920-1921, nelle file del Savoia di Torre Annunziata, collezionando 4 presenze sulle 6 stagionali disputate dalla sua squadra, di cui ne fu anche l'allenatore.

## Statistiche

### Presenze e reti nei club
| Stagione      | Squadra       | Campionato    | Campionato | Campionato | Coppe nazionali | Coppe nazionali | Coppe nazionali | Altre coppe    | Altre coppe | Altre coppe | Totale | Totale |
| Stagione      | Squadra       | Comp          | Pres       | Reti       | Comp            | Pres            | Reti            | Comp           | Pres        | Reti        | Pres   | Reti   |
| ------------- | ------------- | ------------- | ---------- | ---------- | --------------- | --------------- | --------------- | -------------- | ----------- | ----------- | ------ | ------ |
| 1916-1917     | Savoia        | TC            | ?          | ?          |                 |                 |                 |                |             |             | ?      | ?      |
| 1920-1921     | Savoia        | PC            | 4          | 0          |                 |                 |                 | Coppa Giordano | 1           | 0           | 5      | 0      |
| Totale Savoia | Totale Savoia | Totale Savoia | 4          | 0          |                 |                 |                 |                |             |             | 5      | 0      |